# Tritonenfontein
De Tritonenfontein (Tsjechisch: Kašna Tritónů en Duits: Tritonenbrunnen) is een barokke fontein op het Náměstí Republiky (Plein van de Republiek) in de Moravische stad Olomouc. De fontein kwam klaar in 1709 en was gemaakt door de steenhouwer Václav Render, een bekende burger uit Olomouc, en door een onbekende beeldhouwer. De fontein is geïnspireerd door Bernini's Fontana del Tritone in Rome. Oorspronkelijk stond de Tritonenfontein op het kruising van de wegen Ztracená ulice (Verlorenstraat), Ostružnická ulice (Braamstruikstraat), Denisova ulice (Denisstraat) a Pekařská ulice (Bakkerstraat) en in 1890 naar de huidige plek verplaatst. Het is samen met de andere barokke fonteinen (Neptunusfontein, Herculesfontein, Jupiterfontein, Mercuriusfontein en Caesarfontein) en de twee pestzuilen (Zuil van de Heilige Drie-eenheid en Mariazuil) sinds 1995 een nationaal cultureel monument.